# Nothalten
Nothalten ist eine französische Gemeinde mit 440 Einwohnern (Stand 1. Januar 2021) im Kanton Obernai im Département Bas-Rhin in der Region Grand Est (bis 2015 Elsass). Ein wichtiger Erwerbszweig ist der Weinbau.

## Geographie
Nothalten befindet sich am Rand der Vogesen sowie an der Elsässer Weinstraße. Die Weinlage Muenchberg des Ortes mit 17,7 ha gehört zu den Alsace-Grand-Cru-Lagen.

## Geschichte
Von 1871 bis zum Ende des Ersten Weltkrieges gehörte Nothalten als Teil des Reichslandes Elsaß-Lothringen zum Deutschen Reich und war dem Kreis Schlettstadt im Bezirk Unterelsaß zugeordnet.

## Bevölkerungsentwicklung
| Jahr      | 1910 | 1962 | 1968 | 1975 | 1982 | 1990 | 1999 | 2007 | 2013 |
| Einwohner | 667  | 428  | 437  | 417  | 420  | 449  | 417  | 457  | 465  |